# Euphyllia glabrescens
Euphyllia glabrescens là một loài san hô trong họ Euphyllidae. Loài này được Chamisso and Eysenhardt mô tả khoa học năm 1821.

## Hình ảnh

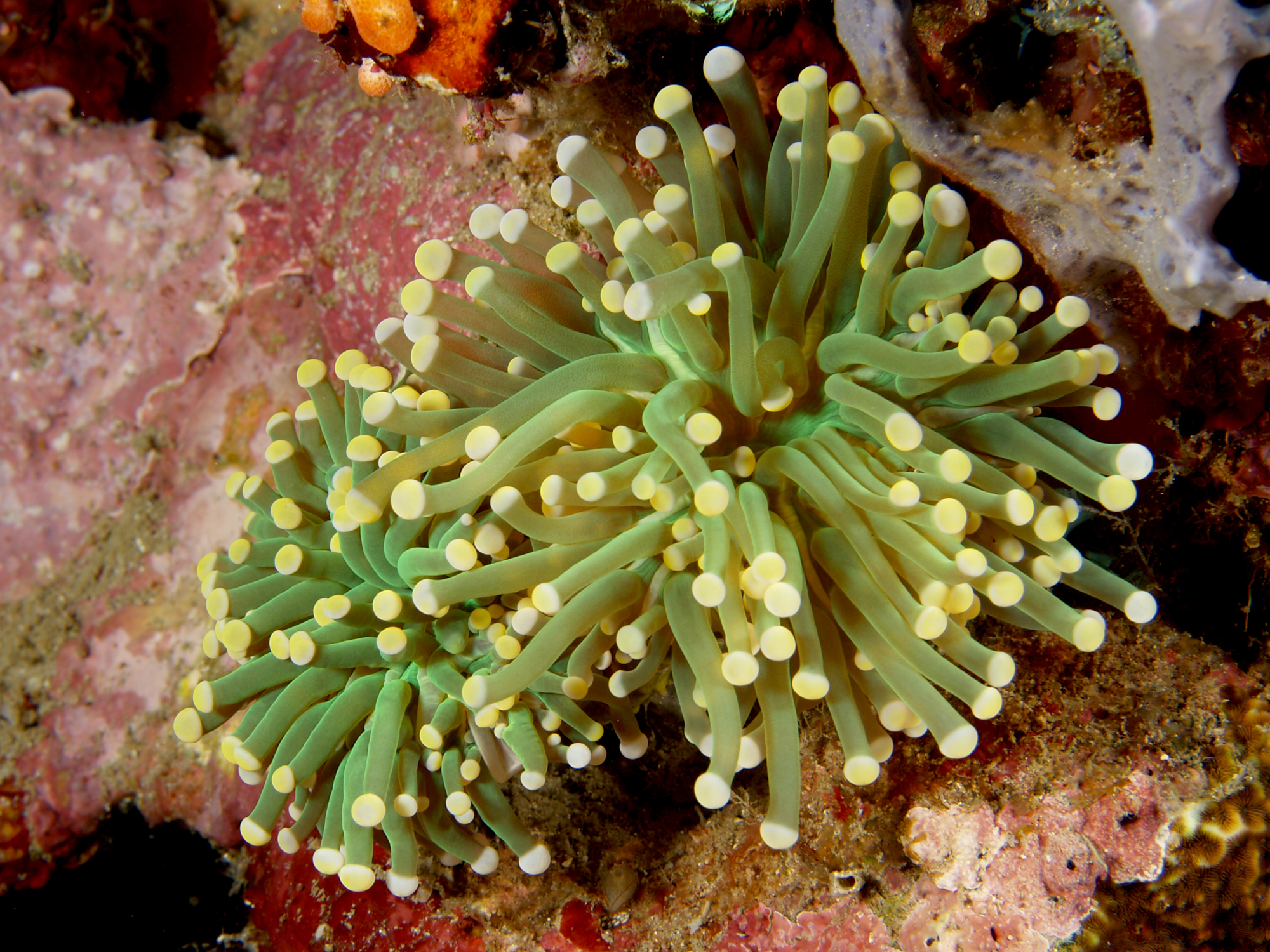
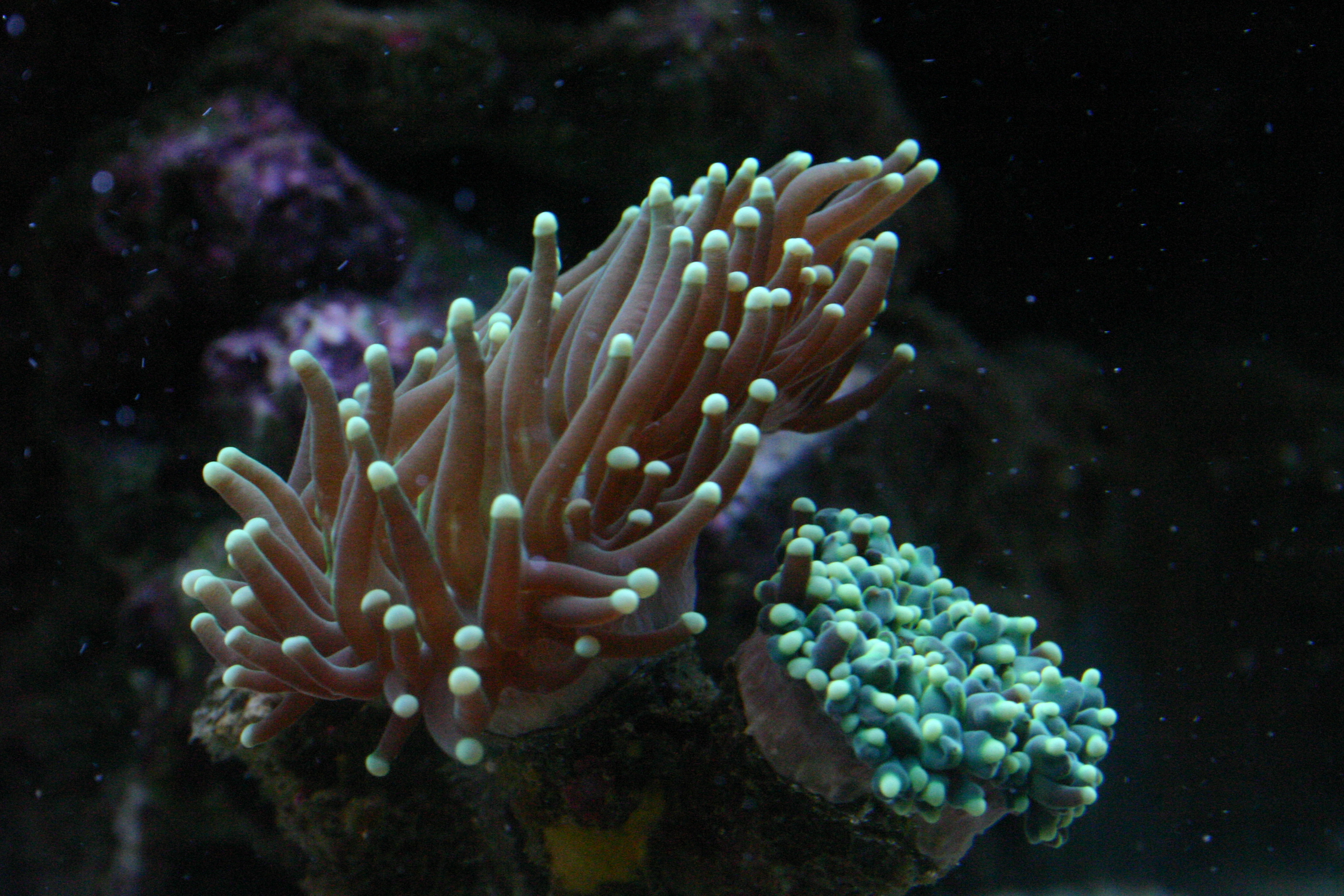
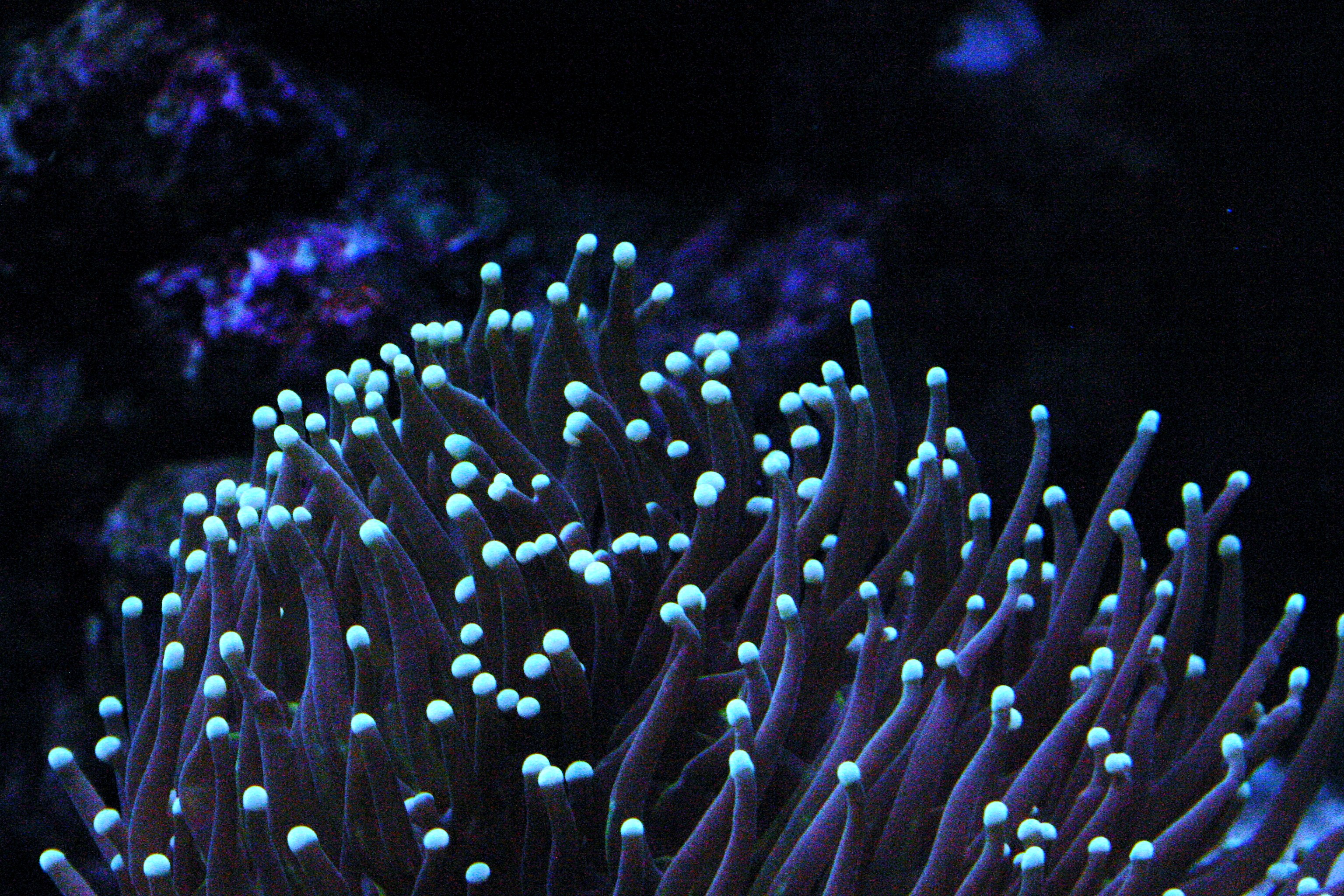
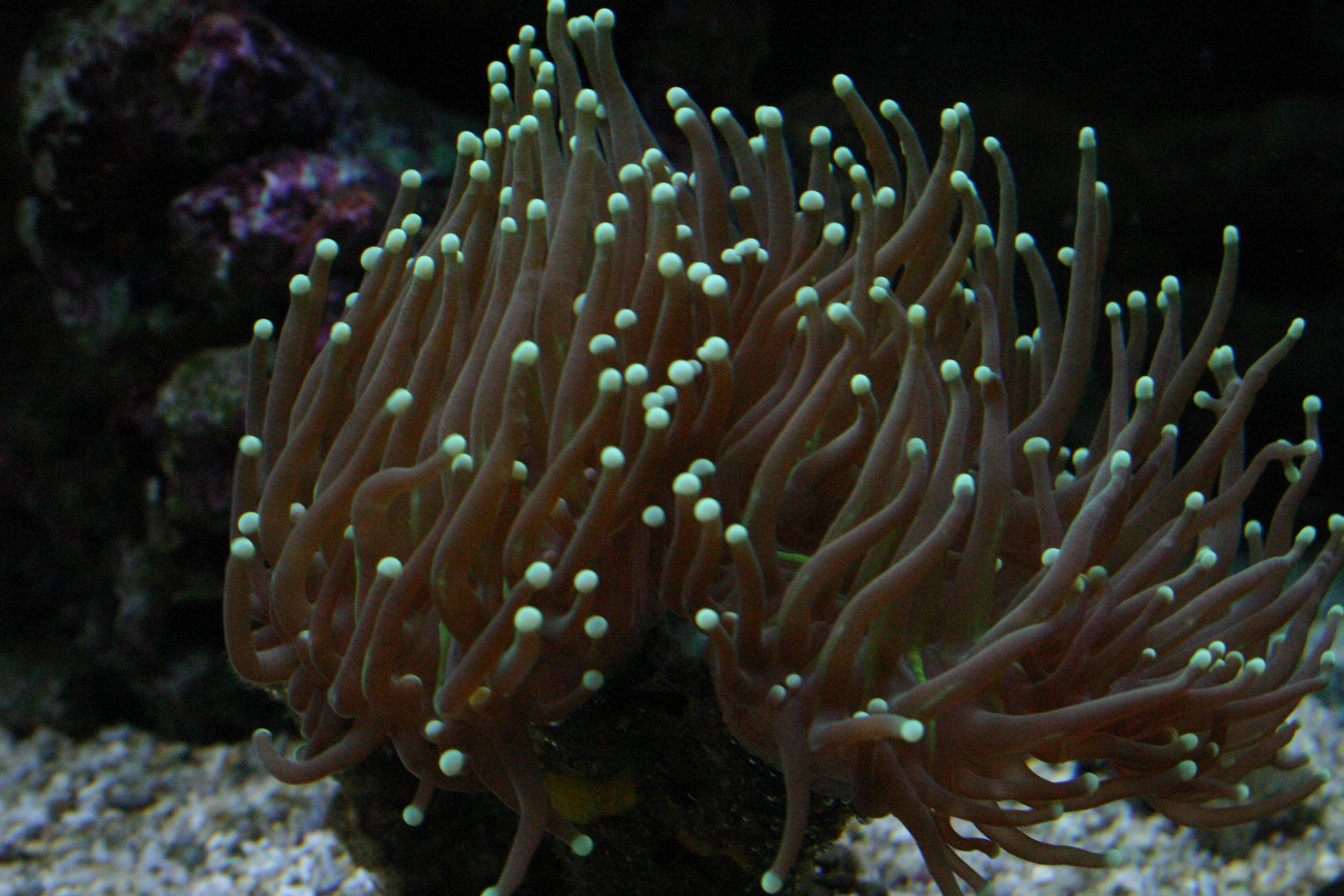